# Palazzo Morano
Der Palazzo di Morano ist ein Palast aus dem 16. Jahrhundert in Catanzaro in der italienischen Region Kalabrien. Das Gebäude liegt am Corso Giuseppe Mazzini, 85.

## Geschichte und Beschreibung
Ab 1594 war in dem Palast die Regia Udienza (dt.: Appellationsgericht) untergebracht, die vorher in Reggio Calabria ihren Sitz hatte, aber aus Sicherheitsgründen nach Catanzaro verlegt wurde.
Am 6. April 1596 kaufte die Universität von Catanzaro (nicht zu verwechseln mit der heutigen Universität „Magna Graecia“ Catanzaro) den Palast von der Familie Morano, der er bis dahin gehörte. Später wurde er beim Erdbeben 1783 beschädigt. Bei der Reparatur entschloss man sich dann, das Gebäude zu verlängern und so den Platz zu nutzen, der durch den Abriss einiger Gebäude entstand, die nördlich an den Palast grenzten.
Anfang des 20. Jahrhunderts wurde in dem Palast die Präfektur untergebracht, wodurch sich der Name „Palazzo della Prefettura“ erklärt. Das heutige Aussehen des Gebäudes ist auf die letzten Umbauten aus den 1930er-Jahren zurückzuführen. Beim Bau des angrenzenden ‚‚Palazzo della Provincia‘‘ wurde ein Stockwerk aufgesetzt und die Fassade wurde im eklektischen Stil überarbeitet, sodass sie sich heute im Jugendstil mit Details in den Stilen der Neorenaissance und des Neubarock präsentiert.